# باب هاورت
باب هاورت (انگلیسی: Bob Haworth؛ ۲۶ ژوئن ۱۸۹۷ – ۱۹۶۲) یک بازیکن فوتبال بود.